# Marc Burch
Marc Burch (* 7. Mai 1984 in Cincinnati, Ohio) ist ein US-amerikanischer ehemaliger Fußballspieler.

## Karriere

### Jugend
Burch spielte von 2002 bis 2004 College-Fußball an der University of Evansville. Er erzielte in dieser Zeit 7 Tore und bereitete 22 Tore vor. In den Sommermonaten spielte er für die Cleveland Internationals in der USL Premier Development League. Nach der Saison 2004 ging er zur University of Maryland, wo er bei den Maryland Terrapins spielte. Mit ihnen gewann er auch den College Cup.

### Profi
2006 wurde Burch von Los Angeles Galaxy gedraftet. Am 11. Juli 2006 wechselte er von den Galaxys, bei denen er nur dreimal auf dem Platz stand, zu Columbus Crew.
Ab dem 4. April 2007 spielte er für D.C. United. Sein erstes MLS-Tor schoss er am 29. September 2007 gegen den Toronto FC. Bei D.C. United blieb Burch bis zur Saison 2011. Für den Hauptstadtclub absolvierte er mehr als 90 Ligaspiele und gewann 2007 den MLS Supporters’ Shield sowie 2008 den Lamar Hunt U.S. Open Cup. Sein Vertrag wurde nach Ablauf der Saison 2011 nicht verlängert und Burch wurde von den Seattle Sounders FC gedraftet. Nach zwei Spielzeiten mit 49 Ligaspielen entschieden sich die Seattle Sounders gegen eine Vertragsverlängerung. Burch nahm erneut am MLS-Draft für vertragslose Spieler teil und wurde von den Colorado Rapids unter Vertrag genommen, für die er bis 2017 in 61 Ligaspielen auflief. 2017 schloss er sich Minnesota United an, die in jenem Jahr erstmals in der MLS antraten. Von Januar 2019 bis Oktober 2020 stand er beim Memphis 901 FC aus der zweitklassigen USL Championship als seine letzte Karrierestation unter Vertrag.

## Erfolge
- MLS Supporters’ Shield 2007
- Lamar Hunt U.S. Open Cup 2008